# Устименко Василь Євдокимович
Василь Євдокимович Устименко (нар. 18 січня 1937, Жукля Корюківського району — пом. 2 квітня 2020, Київ) — український журналіст, краєзнавець, автор, співавтор і упорядник понад 20 книг з історії Чернігівського краю, один з фундаторів Служби спеціального фельд'єгерського зв'язку України, держслужбовець 2-го рангу, Лауреат премій імені Михайла Коцюбинського та Дмитра Яворницького, народний посол України, дійсний член Товариства «Інтелект нації», генерал-майор внутрішньої служби України у відставці.

## Життєпис
Учасник Німецько-радянської війни, у п'ятирічному віці перебував разом із матір'ю, братом, сестрою та іншою ріднею у лісах партизанської Корюківщини. Учасник ліквідації наслідків аварії на ЧАЕС ІІ категорії.
Обирався до комсомольських та партійних органів райкомів, обкому і ЦК Компартії України.
За постановою ЦК КПРС і Ради Міністрів СРСР, рішенням ЦК КПУ він був направлений на службу в органи МВС України, де займався питаннями кадрового забезпечення органів внутрішніх справ, створив і очолив Урядовий військово-кур'єрський зв'язок в Україні, Службу дипломатичних кур'єрів України. Працював коло витоків створення державної служби і Національного бюро розслідувань України.

Могила Василя Устименка, Байкове кладовище

Очолював службу віце-прем'єр-міністра України з питань безпеки і надзвичайних ситуацій та службу в.о. Прем'єр-міністра України. Працював керівником апарату Національного бюро розслідувань, керівником служби міністра МНС, першим заступником голови громадської ради МНС України.
Член редакційної колегії календарів-щорічників Чернігівського земляцтва за 2000—2003. та газети «Отчий поріг». З 1999 — член Ради товариства, керівник Корюківського регіонального земляцького відділення.
Помер на 84-му році життя після хвороби 2 квітня 2020 року. Похований в Києві, на Байковому кладовищі (ділянка № 33, 50°25′3.42″ пн. ш. 30°30′7.77″ сх. д. / 50.4176167° пн. ш. 30.5021583° сх. д.).

## Книги
- «Жукля», Київ: «Етнос», 2009
- «Зведи свій храм. З історії Свято-Покровського трипрестольного храму с. Жукля на Чернігівщині» — Київ: Вид-во «Академпрас», 2011
- «Обов'язок. Звитяга. Честь. З історії Урядового військово-кур'єрського зв'язку та Служби дипломатичних кур'єрів України» — Київ: «Етнос», 2011.
- «У кожного своя правда. Істина одна : Корюківка : Довічний біль» — історія Корюківської трагедії.[3]
- «Слово про вчителя» (Київ, 2015).[4]

## Відзнаки
- орден «За заслуги» ІІІ ступеня (2002)[5];
- орден Богдана Хмельницького ІІІ ступеня;
- Почесна Грамота Президії ВР УРСР;
- Почесна Грамота ВР України.

Лауреат премій імені Михайла Коцюбинського та Дмитра Яворницького,